# Enrique, hertig av Sevilla
Enrique, hertig av Sevilla, Enrique Maria Fernando Carlos Francisco Luís, infant av Spanien, född 17 april 1823 i Sevilla,  död 12 mars 1870 var son till Francisco de Paula, hertig av Cadiz och Luisa Carlotta av Bägge Sicilierna, gift morganatiskt i Rom 1847 med Elena de Castellvi y Shelly-Fernandez de Cordova (1821-1863). 
Han dödades i en duell med Antoine av Orléans, hertig av Montpensier, gift med Enriques kusin Luisa av Spanien.

## Barn
- Enrique, 2:e hertig av Sevilla Pio Maria Francisco de Paula Luís Antonio de Borbón (f. Toulouse 3 oktober 1848 - d. på Röda havet 12 juli 1894); gift i Pau 1870 med Josephine Parade y Sibie (1840 - 1939)
- Luís de Borbón (f. Toulouse 7 november 1851 - d. Valencia 25 februari 1854)
- Francisco de Paula Maria Trinidad Enrique Gabriel Miguel Rafael Edmundo Buenaventura de Borbón (f. Toulouse 19 mars 1853  - d. Madrid 28 mars 1942); gift 1:o i Havanna 1877 Maria Luisa de la Torre (1856 - 1887); gift 2:o i Madrid 1890 med Felisa de Leon y Navarro de Balboa, Marquesa de Balboa (1861 - 1943)
- Alberto Enrique Maria Vicenta Ferrer Francisco de Paula Antonio de Borbón, hertig av Santa Elena (f. Valencia 22 februari 1854 - d. Madrid 21 januari 1939); gift 1:o i Beaumont-de-Lomagne 1878 med Marguerite d'Ast de Novele (1855 - 1915); gift 2:o i Madrid 30 januari 1918  med Clotilda Gallo Ruiz y Diaz de Bustamente (1869 - mördad i Madrid 18 december 1936); gift 3:o i Madrid 1937 med Isabel Rodriguez de Castro (1888 - 1947)
- Maria del Olvido Angela Francisca Alfonsa Enriqueta Luisa Isabel Elena Maria Soledad de Borbón (Madrid 28 november 1863 - d. Madrid 14 april 1907); gift i Madrid 1888 med Carlos Fernandez-Maquieira y Oyanguren ( 1855 - 1897)